# Vetiver
De vetiver (Chrysopogon zizanioides) is een overblijvende grassoort, oorspronkelijk afkomstig uit India; de naam komt uit het Tamil. In het westen en noorden van India luidt de volksnaam echter khus, en in het Maleis is deze naam overgenomen als kuskus.
De plant wordt tot anderhalve meter hoog en stoelt ook ongeveer anderhalve meter uit. De stelen zijn lang, en hetzelfde geldt voor de dunne, vrij stijve bladeren. De bloemen zijn bruinachtig purper. Terwijl de meeste grassen wortelsystemen vormen die zich horizontaal, als een mat uitspreiden, groeien die van de vetiver omlaag, en bereiken een diepte van twee tot vier meter.
De vetiver is nauw verwant aan andere welriekende grassen, zoals Sereh (Cymbopogon citratus), citronella (Cymbopogon nardus, C. winterianus) en Palmarosa (Cymbopogon martinii).
Hoewel de plant uit India stamt, wordt hij ook verbouwd in vele andere tropische streken, met name in Haïti, Java, en Réunion.
De aromatische wortels worden gebruikt voor de bereiding van vetiverolie en als bijmenging in arak obat, een medicinale drank.

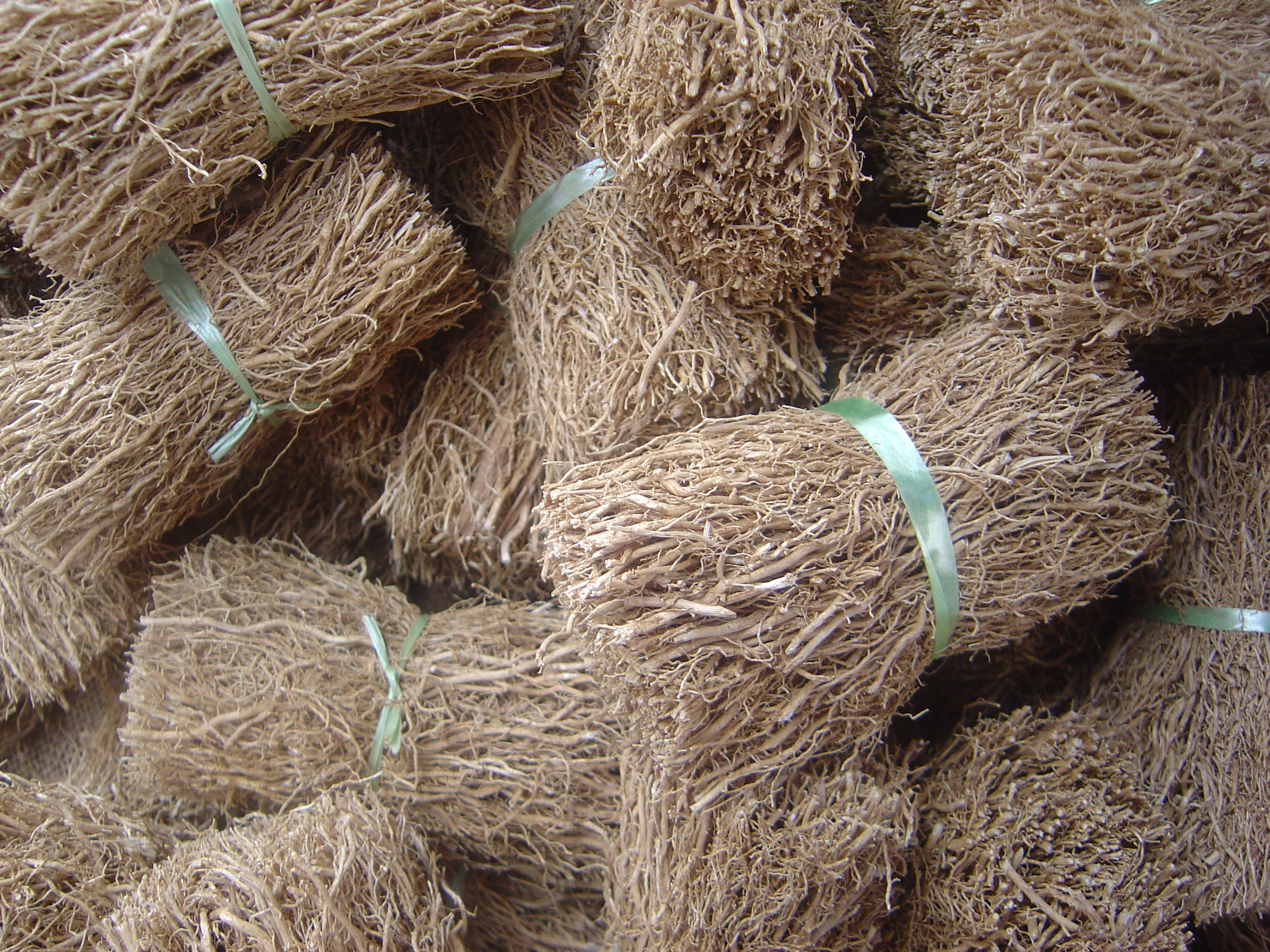
Wortels, in bundels te koop; hier op een markt in Réunion